# Zaira Romero
Zaira Romero (Madrid, 2000) es una actriz española. Es conocida por su papel de Lola en la película Carmen y Lola (2018) de Arantxa Echevarría, que narra la historia de dos gitanas enamoradas en un entorno conservador.

## Filmografía

### Películas
- Carmen y Lola (2018) como Lola.
- El silencio del pantano (2019) como Sara.
- La niña de la cabra (2025) como madre de Serezade.

### Series de televisión
- Desaparecidos (2020) como Zaira.
- Madres. Amor y vida (2022) como Candela.
- La novia gitana (2022) como Susana Macaya.
- Amar es para siempre (2023) como María Isabel "Maribel" Jiménez - 103 episodios.
- Vestidas de azul (2023) como Sagrario Muñoz.
- El clan Olimpia (2025) como Olimpia[5]

## Premios y nominaciones
| Año  | Premio       | Categoría               | Resultado |
| ---- | ------------ | ----------------------- | --------- |
| 2019 | Premios Goya | Mejor actriz revelación | Nominada  |